# Летонија
Летонија (лет. Latvija), или званично Република Летонија (лет. Latvijas Republika) држава је у северној Европи. Летонија има копнене границе са друге две балтичке државе — Естонијом на северу и Литванијом на југу — и са Русијом и Белорусијом на истоку. На западу, Летонија дели поморску границу са Шведском. Главни град Летоније, Рига, највећи је град прибалтичких држава.
Летонију чине четири културноисторијска региона: Курземе (Курландија) на западу, Земгале у центру, Видземе на северу и Латгале на истоку. Некада се сматра да је Земгале део области Курземе, па тако грб Летоније приказује 3 звезде које симболизују Курземе, Видземе и Латгале.

## Историја
Око 3000 година пре нове ере, протобалтички преци летонског народа населили су се на источној обали Балтичког мора. Балти су успоставили трговачке путеве до Рима и Византије, тргујући локалним Ћилибаром за племените метале. До 900. године нове ере, четири различита балтичка племена су насељавала Летонију: Курони, Латалци, Селонци, Семигали као и финско племе Ливонаца (који говоре фински језик).
У 12. веку на територији Летоније постојале су земље са својим владарима: Ванема, Вентава, Бандава, Пиемаре, Дувзаре, Селија, Кокнесе, Јерсика, Талава и Адзеле.
Иако је локални народ имаоконтакт са спољним светом, у 12. веку су се потпуније интегрисали у европски друштвено-политички систем. Први мисионари, које је послао папа, пловили су реком Даугавом крајем 12. века, тражећи обраћенике. Народ на територији данашње Летоније, међутим, није прешао на хришћанство тако лако као што се Црква надала.
Првобитно позната као Ливонија, област данашње Летоније је била под утицајем немачког Ливонијског братства мача од 13. века па до 16. века када су институт Ливоније укинуле локалне аристократе, и продале га Пољској. Током неколико ратова, различите регионе Летоније су окупирале Пољска, Шведска и Русија. Међутим, у 18. веку, током Великог северног рата и касније, након подела Пољске, Русија је преузела контролу над Летонијом и околним областима.
Немачки крсташи су послати, или су, вероватније, одлучили да крену по сопственом нахођењу, као што је познато да раде. Свети Мајнхард од Сегеберга стигао је у Икшкиле 1184, путујући са трговцима у Ливонију, у католичкој мисији да преобрати становништво од њихових првобитних паганских веровања. Папа Целестин III је позвао на крсташки рат против пагана у северној Европи 1193. Када мирна средства преобраћења нису дала резултате, Мајхард је планирао да преобрати Ливонце силом оружја.
Док је била под немачком окупацијом, Летонија је била у саставу Рајхскомесаријата Остланд. Након пораза нациста, Летонија се вратила под совјетску администрацију као Летонска ССР. Када се Совјетски Савез распао, Летонија је искористила прилику да прогласи независност 21. августа, 1991. Летонија је 2004. постала чланица НАТО-а и Европске уније.

## Географија

### Положај
Државе са којима се Летонија граничи су: Белорусија, Естонија, Литванија, и Русија . Површина државе износи 64.589 km².
Летонија има повољан географски положај; смештена између остале две балтичке државе представља укрштање путева између југа и севера, од Балтика према истоку. На западу, Летонија излази на Балтичко море, веома важно за привреду државе. Обале су слабо разуђене. На северозападу се налази Ришки залив, назван по главном граду државе.

### Геологија и рељеф
Летонија је претежно равничарска земља, па је рељеф углавном једноличан. Идући према истоку, терен се мало уздиже. Највиши врх Летоније је Гаизинкалнс висок свега 312 m.
Земља лежи у северној Европи, на источним обалама Балтичког мора и северозападном делу источноевропског кратона (ЕЕЦ), између географске ширине 55° и 58° северне ширине (мала област је северно од 58°), и географске дужине 21° и 29° Е (мала област је западно од 21°).
Летонија има укупну површину од 64.559 km2 (24.926 sq mi)  од чега 62.157 km2 (23.999 sq mi)  земљиште, 18.159 km2 (7.011 sq mi)  пољопривредно земљиште, 34.964 km2 (13.500 sq mi)  шумско земљиште и 2.402 km2 (927 sq mi)  унутрашње воде.
Укупна дужина границе Летоније је 1.866 km (1.159 mi). Укупна дужина копнене границе је 1.368 km (850 mi), од којих 343 km (213 mi) дели се са Естонијом на северу, 276 km (171 mi) са Руском Федерацијом на истоку, 161 km (100 mi) са Белорусијом на југоистоку и 588 km (365 mi) са Литванијом на југу. Укупна дужина поморске границе је 498 km (309 mi), који се дели са Естонијом, Шведском и Литванијом. Проширење од севера ка југу је 210 km (130 mi) и од запада ка истоку 450 km (280 mi).
Већина територије Летоније је мање од 100 m (330 ft) изнад нивоа мора. Њено највеће језеро, Лубанс, има површину од 807 km2 (312 sq mi) а најдубље језеро у земљи, Дридзис, је 651 m (2.136 ft) дубоко. Најдужа река на територији Летоније је Гауја, са 452 km (281 mi) у дужини. Најдужа река која протиче кроз територију Летоније је Даугава, чија је укупна дужина 1.005 km (624 mi), од којиһ 352 km (219 mi) налази се на територији Летоније. Највиша тачка Летоније је Гаизинкалнс, 3.116 m (10.223 ft) . Дужина балтичке обале Летоније је 494 km (307 mi). Улив Балтичког мора, плитки Ришки залив налази се на северозападу земље.

### Воде
Летонија има много језера – око 3.000. Већином су ледничка, а највише их је на југоистоку и у приобалној низини. Највећи водоток је Западна Двина која тече са Валдајске узвисине, истог узвишења у Русији с којег теку и Волга, Дњепар и Ловат.
Највећи град је Рига, који је уједно и главни град државе. Још неки важнији градови су Лијепаја и Даугавпилс.
Лиепаја је позната по многим обележјима. У њој се налази највеће балтичко бродоградилиште, па се овај град често назива и летонским Ливерпулом. Позната је и по својој музичкој традицији и концертима.

### Клима
Летонија има умерену климу која је у различитим изворима описана или као влажна континентална или океанска/поморска.
Приобални региони, посебно западна обала полуострва Курландија, поседују више маритимну климу са хладнијим летима и блажим зимама, док источни делови показују више континенталну климу са топлијим летима и оштријим зимама. Ипак, температурне варијације су мале јер је територија Летоније релативно мала. Штавише, терен Летоније је посебно раван (не више од 350 метара висине), тако да се летонска клима не разликује по надморској висини.
Летонија има четири изражена годишња доба скоро једнаке дужине. Зима почиње средином децембра и траје до средине марта. Зиме имају просечну температуру од −6 °C (21 °F) и карактеришу их стабилне снежне падавине, јако сунце и кратки дани. Оштре зиме са хладним ветровима, екстремним температурама од око −30 °C (−22 °F) и обилне снежне падавине су уобичајене. Лето почиње у јуну и траје до августа. Лета су обично топла и сунчана, са һладним вечерима и ноћима. Лета имају просечне температуре око 19 °C (66 °F), са екстремним температура од 35 °C (95 °F) . Пролеће и јесен доносе прилично благо време.

### Флора и фауна
У Летонији је регистровано око 30.000 врста флоре и фауне. Уобичајене врсте дивљих животиња у Летонији су јелен, дивља свиња, лос, рис, медвед, лисица, дабар и вук . Неморски мекушци Летоније укључују 159 врста.
Фитогеографски, Летонија је подељена између централноевропских и северноевропских провинција Циркумбореалног региона у оквиру Бореалног краљевства. Према СФП, територија Летоније припада екорегиону сарматских мешовитих шума . 56 процената територије Летоније је покривено шумама, углавном белог бора, брезе и оморике. Имао је средњу оцену индекса интегритета шумског пејзажа 2019 од 2,09/10, што га је рангирало на 159. место у свету од 172 земље.
Неколико врста флоре и фауне сматрају се националним симболима. Храст и липа су национално дрвеће Летоније а тратинчица (Tilia cordataе, лет. pīpene) је национални цвет. Бела плиска  (Motacilla alba, лет. baltā cielava) је национална птица Летоније. Национални инсект је бубамара са две тачке. Ћилибар, фосилизована смола дрвета, један је од најважнијих културниһ симбола Летоније. У давна времена, ћилибар пронађен дуж обале Балтичког мора тражили су Викинзи, као и трговци из Египта, Грчке и Римског царства. То је довело до развоја Ћилибарског пута.
Неколико резервата природе штити нетакнуте пејзаже са разним великим животињама. У резервату природе Папе, где су поново уведени европски бизони, дивљи коњи и реконструисани букови, сада постоји скоро комплетна холоценска мегафауна, укључујући лоса, јелена и вука.

## Национални паркови
У Летонији постоје четири национална парка:
| Име                     | Основан | Величина () | Слика |
| ----------------------- | ------- | ----------- | ----- |
| Национални парк Гауја   | 1979.   | 917,45      |       |
| Национални парк Разна   | 2007.   | 532         |       |
| Национални парк Кемери  | 1997.   | 381.65      |       |
| Национални парк Слитере | 1999.   | 264.9       |       |

## Административна подела
Летонија је подељена на 26 округа, звани rajons. Статус округа има и 7 већих летонских градова:
- Вентспилс
- Даугавпилс
- Јелгава
- Јурмала
- Лиепаја
- Резекне
- Рига

## Становништво
Према попису из 2011, најбројније становништво Летоније чине Летонци, 62,1%. Значајну улогу имају и Руси, њих је укупно 26,9%. Од осталих народа овде живе Белоруси, Литванци, Украјинци, Пољаци и други.
Удео етничких Летонаца је опао са 77% (1.467.035) 1935. на 52% (1.387.757) 1989. У контексту смањења укупне популације, 2011. је било мање Летонаца него 1989. године, али је њихов удео у становништву био већи – 1.285.136 (62,1% становништва).
Због присутности Немаца током историје, Летонци се верски изјашњавају као протестанти (по учењу Мартина Лутера), односно католици. Према подацима из 2011. године, 34,2% становништва Литваније били су лутерани, 24,1% били су католици, 17,8% били су православци, 1,6% били су староверци, 1,2% изјаснило се да припада некој другој хришћанској деноминацији, док су 21,1% били припадници других религија или атеисти.

## Привреда
Летонија је чланица Светске трговинске организације (1999) и Европске уније (2004). Првог јануара 2014. евро је постао валута земље, заменивши Летонски лат. Према статистичким подацима крајем 2013. године, 45% становништва подржало је увођење евра, док се 52% противило. Након увођења евра, истраживања Евробарометра у јануару 2014. показала су да је подршка евру око 53%, близу европског просека.
Од 2000. године, Летонија је имала једну од највиших стопа раста (БДП) у Европи. Међутим, раст у Летонији углавном вођен потрошњом довео је до колапса летонског БДП-а крајем 2008. и почетком 2009. године, погоршаног глобалном економском кризом, недостатком кредита и огромним новчаним ресурсима који су коришћени за спасавање Парекс банке. Летонска економија је пала за 18% у прва три месеца 2009. године, што је највећи пад у Европској унији.
Економска криза 2009. године доказала је раније претпоставке да брзорастућа привреда иде ка имплозији економског балона, јер је вођена углавном растом домаће потрошње, финансираном озбиљним повећањем приватног дуга, као и негативном спољнотрговинским балансом. Цене некретнина, које су порасле за 150% од 2004. до 2006. године, значајно су допринеле економском балону.
Приватизација у Летонији је скоро завршена. Практично сва мала и средња предузећа која су била у државном власништву су приватизована, а остао је само мали број политички осетљивих великих државних предузећа. Приватни сектор је чинио 70% БДП-а земље у 2006.
Стране инвестиције у Летонији су и даље скромне у поређењу са нивоима у северно-централној Европи. Закон којим се проширује обим продаје земљишта, укључујући и странцима, донет је 1997. године. Представљајући 10,2% укупних директних страних инвестиција Летоније, америчке компаније су уложиле 127 милиона долара 1999. године. Исте године, Сједињене Америчке Државе су извезле 58,2 милиона долара робе и услуга у Летонију и увезле 87,9 милиона долара. У жељи да се придружи западним економским институцијама као што су Светска трговинска организација, ОЕЦД и Европска унија, Летонија је 1995. године потписала Европски споразум са ЕУ—са периодом транзиције од 4 године. Летонија и САД су потписале су споразуме о инвестицијама, трговини и заштити интелектуалне својине и избегавању двоструког опорезивања.

## Језик
Летонски језик спада у групу балтичких језика и службени је језик у Летонији. Ипак, постоје несугласице. Део руске националне мањине се не слаже са учењем летонског у школама, тврдећи да је за време Совјетског Савеза, у свим његовим чланицама, руски био службени језик. Било како било, на улицама можете чути народ како говори и летонским и руским језиком.
У летонском језику може се наћи и доста туђица из немачког, те скандинавских и словенских језика.
Латгалијски језик је дијалекат летонског језика присутан на истоку Летоније. Говори га око 150.000—200.000 људи. Ливонски језик је језик из породице угро-финских језика који говори још тридесетак људи. Оба ова језика су заштићена законима.
Летонија је 18. фебруара 2012. одржала уставни референдум о томе да ли да усвоји руски као други званични језик. Према подацима Централне изборне комисије, против је гласало 74,8 одсто, за 24,9 одсто, а излазност је била 71,1 одсто. Од 2019. године постепено се укида настава на руском језику на приватним факултетима и универзитетима у Летонији, као и општа настава у летонским државним средњим школама, осим за предмете који се односе на културу и историју руске мањине, нпр. као часови руског језика и књижевности.

## Култура
Битан утицај на летонску културу имали су историјски и друштвени разлози, што је највише осетно на архитектури грађевина у већим градовима, нпр. у Риги. Катедрале и цркве грађене су у немачком стилу.
Традиционални летонски фолклор, посебно плес народних песама, датира више од хиљаду година. Идентификовано је више од 1,2 милиона текстова и 30.000 мелодија народних песама.
У 19. веку појавили су се летонски националистички покрети. Они су промовисали летонску културу и подстицали Летонце да учествују у културним активностима. 19. век и почетак 20. века Летонци често сматрају класичном ером летонске културе. Плакати показују утицај других европских култура, на пример, дела уметника као што су балтичко-немачки уметник Бернхард Борцхерт и француски Раул Дуфи. Са почетком Другог светског рата, многи летонски уметници и други чланови културне елите побегли су из земље, али су наставили да стварају своја дела, углавном за летонску емигрантску публику.
Летонски фестивал песме и игре је важан догађај у летонској култури и друштвеном животу. Одржава се од 1873. године, обично сваких пет година. На манифестацији учествује око 30.000 извођача. Певају се народне песме и класичне хорске песме, са акцентом на а каелела певање, мада су однедавно на репертоар укључене и модерне популарне песме.
Код музике, велика се пажња посвећује традиционалној музици, али ни модерна, забавна музика није запостављена. Град Лијепаја, назива се још и градом рокера јер из њега потичу најпознатији летонски рокери свих времена: Фоминс & Клеинс, Ливи и др. Након инкорпорације у Совјетски Савез, летонски уметници и писци били су приморани да следе стил уметности социјалистичког реализма. Током совјетске ере, музика је постајала све популарнија, а најпопуларније су биле песме из 1980-их. У то време, песме су често исмевале карактеристике совјетског живота и биле су забринуте за очување летонског идентитета. Ово је изазвало народне протесте против СССР-а и такође је довело до све веће популарности поезије. Од независности, позориште, сценографија, хорска музика и класична музика постали су најистакнутије гране летонске културе.
Летонска кухиња се обично састоји од пољопривредних производа, са месом које се налази у већини главних јела. Риба се обично конзумира због локације Летоније на Балтичком мору. Летонска кухиња је под утицајем суседних земаља. Уобичајени састојци у летонским рецептима налазе се локално, као што су кромпир, пшеница, јечам, купус, лук, јаја и свињетина. Летонска храна је углавном прилично масна и користи мало зачина. Ражени хлеб се сматра основном националном храном.

## Спорт
Популарни спортови у Летонији су: хокеј на леду, фудбал, кошарка, атлетика и тенис.
Кошаркашка репрезентација Летоније је дванаест пута учествовала на Европским првенствима, а освојила је злато 1935. на првом Европском првенству и сребро 1939. године. На Олимпијским играма је учествовала само 1936. године, где је заузела 18. место.
Остали популарни спортови укључују фудбал, флорбол, тенис, одбојку, бициклизам, боб и скелетон. Једино значајно учешће фудбалске репрезентације Летоније на ФИФА турниру било је Европско првенство 2004.
Летонија је успешно учествовала и на зимским и на летњим олимпијским играма. Најуспешнији олимпијски спортиста у историји независне Летоније био је Марис Штромбергс, који је постао двоструки олимпијски шампион 2008. и 2012. на БМКС-у за мушкарце.
Године 2017, летонска тенисерка Јелена Остапенко освојила је титулу на Отвореном првенству Француске 2017. у синглу за жене.